# Jens Wålemark
Jens Wålemark, född 31 juli 1966, är en svensk fotbollsspelare och en av de tre fotbollsbröderna (Bo, Jens och Jörgen) från Ljungskile. Han är även pappa till fotbollsspelaren Patrik Wålemark.
Han spelade i Ljungskile fram till 1984 då han lämnade LSK för spel i IK Oddevold. Efter tre års spel i Oddevold blev han värvad av Gais som just tagit steget upp i allsvenskan.
Jens Wålemark var en av de tongivande spelarna i Gais under fyra år innan han bytte förening igen till LSK. LSK hade under dessa år gått upp i division 3 och för första gången spelade Bo, Jens och Jörgen i samma lag 1992. Året efter lockade Örgryte IS med spel i allsvenskan igen. Efter tre år i ÖIS varvade Wålemark ner och avslutade sin spelarkarriär med tre år i Qviding som spelade i division 2.
Därefter har han varit tränare för Västra Frölunda IF, Qviding FIF och Mölnlycke IF.
Säsongerna 2011–2012 var han tränare för IFK Göteborgs U19-trupp.